# Lineus picus
Lineus picus är en djurart som tillhör fylumet slemmaskar, och som beskrevs av Corrêa 1958. Lineus picus ingår i släktet Lineus och familjen Lineidae. Inga underarter finns listade i Catalogue of Life.